# Бабирев, Иван Васильевич
Ива́н Васи́льевич Ба́бирев (12 (24) ноября 1869 — не ранее 1918) — русский офицер, полковник (1916), герой Первой мировой войны, Георгиевский кавалер.

## Биография
Из дворян. Уроженец Полтавской губернии, православного вероисповедания.
Окончил в Кременчуге полный курс Александровского реального училища по основному отделению и дополнительный класс по механико-техническому отделению.
В августе 1888 года был принят на военную службу вольноопределяющимся 2-го разряда и направлен на учёбу на двухгодичные Военно-училищные курсы Московского пехотного юнкерского училища, по окончании которых в августе 1890 года был произведен в подпоручики, с назначением на службу в 17-й пехотный Архангелогородский полк, расквартированный в Житомире, Волынской губернии.
В июне 1894 года был произведен в поручики, в июле 1900 года — в штабс-капитаны, в марте 1905 года — в капитаны.
Участник Русско-японской войны на завершающем её этапе. В июне 1905 года был переведен в 53-й пехотный Волынский полк, находящийся в Маньчжурии, в составе действующей армии, однако принимать участие в сражениях не довелось. В январе 1906 года был переведен обратно в свой полк.
В ноябре 1907 года переведен в 144-й пехотный Каширский полк, расквартированный в Брянске, Орловской губернии. Командовал ротой. В 1912 году окончил курс Офицерской стрелковой школы с оценкой отлично.
В 1913 году — командир 13-й роты, с 07.12.1913 — помощник командира 4-го батальона. Был женат на уроженке Подольской губернии православного вероисповедания, имел дочь (1898 года рождения) и сына (1900 года рождения).
Участник Первой мировой войны. По объявлении мобилизации, 17 июля 1914 года был назначен командиром 4-го батальона второочередного 292-го пехотного Малоархангельского полка (73-й пехотной дивизии), формируемого в Брянске из чинов запаса и кадра, выделенного 144-м пехотным Каширским полком.
В июле 1915 года произведен в подполковники; временно командовал полком. В боях был контужен (25.03.1915, остался в полку) и легко ранен (11.03.1916, остался в полку). За годы войны удостоен семи боевых наград.
В марте 1916 года произведен в полковники; в мае того же года назначен командиром 291-го пехотного Трубчевского полка той же 73-й пехотной дивизии.
После Октябрьской революции 1917 года и роспуска революционным правительством Советской России «старой» Русской армии, прибыл на Украину и в 1918 году вступил в службу в армию Украинской державы. В чине полковника командовал кадрированным пехотным полком.
Сведения о дальнейшей судьбе Ивана Васильевича Бабирева отсутствуют.

## Награды
- Медаль «В память царствования императора Александра III» (1896)
- Орден Святого Станислава 3-й степени (утв. ВП от 28.01.1907), — «…за отлично-усердную службу и труды, понесенные во время военных действий»
- Медаль «В память русско-японской войны» (тёмно-бронзовая; 1906)
- Орден Святой Анны 3-й степени (06.12.1910; ВП от 27.03.1911)
- Медаль «В память 100-летия Отечественной войны 1812 года» (1912)
- Орден Святого Станислава 2-й степени (30.12.1912; ВП от 02.02.1913), — «…за отличное окончание курса Офицерской стрелковой школы»
- Медаль «В память 300-летия царствования Дома Романовых» (1913)
- Орден Святой Анны 4-й степени с надписью «За храбрость» (ВП от 28.11.1915)
- Английский орден «За выдающиеся заслуги» («Distinguished Service Order»; DSO) (1915/1916)[13]
- Орден Святого Георгия 4-й степени (утв. ВП от 25.03.1916), — …за то, что, временно командуя названным полком [292-м пехотным Малоархангельским полком], получив приказание овладеть укрепленной позицией противника у деревни Пурвинка, вечером 23-го октября 1915 года искусно развернул свой полк и, умело руководя действиями своих батальонов, несмотря на упорное сопротивление противника, преодолел ряд проволочных заграждений противника, ворвался в немецкие окопы и овладел самой д. Пурвинка, чем и выполнил поставленную ему задачу. Трофеями этой атаки были: 1 действующий пулемет и 128 пленных германцев.[14]
- Георгиевское оружие (утв. ВП от 17.04.1916), — …за то, что, командуя 27-го марта 1915 года шестью ротами, атаковал сильно укреплённую позицию немцев у гор. Кальварии и, закрепив её за собой, удержал в своих руках. При этом были взяты 1 пулемёт, 4 офицера и 93 нижних чина.[15]
- Орден Святой Анны 2-й степени с мечами (утв. ВП от 03.01.1917)[16]
- Орден Святого Владимира 4-й степени с мечами и бантом (утв. ВП от 14.01.1917)[17]
- Мечи и бант к имеющемуся ордену Святой Анны 3-й степени (утв. ПАФ от 21.04.1917)